# Bo Philipson
Bo Torsten Philipson, född 1 juli 1936 i Motala, är en svensk ögonläkare och professor emeritus i oftalmiatrik vid KI Karolinska Institutet. Han har varit överläkare vid Karolinska sjukhuset och S:t Eriks ögonsjukhus. Till och med 2019 var Philipson chef för ögonkliniken vid Sophiahemmet  och huvuddelägare i Stockholms Ögonklinik.
Philipson blev medicine licentiat 1964, medicine doktor och docent i medicinsk fysik 1969, docent i oftalmiatrik 1974 och professor i oftalmiatrik 1984. Han var överläkare vid ögonkliniken vid Karolinska sjukhuset 1984–1990 och vid S:t Eriks ögonsjukhus 1990–2001.
Philipson var ordförande i Synfrämjandet 1983–2005 och var ordförande i Sveriges ögonläkarförening 1985–1987 samt president för European Society of Ophthalmology 2001–2004. (Ögonfonden, f d  Stiftelsen Synfrämjandets Forskningsfond, stiftad 1984, förvaltas av Synskadades Riksförbund, Optikerförbundet och Sveriges ögonläkarförening).
Philipson var ordförande i utbildningsnämnden för optiker vid KI 1993–2001.
Philipsons forskningsområde omfattar främst ögats lins och utvecklingen av grå starr (katarakt). Kliniskt har han framför allt varit med om att utveckla ögonkirurgin inom ögats främre delar, dvs. kataraktkirurgi och hornhinnekirurgi. Han bidrog till introduktionen av intraokulära linser i Sverige samt initierade övergången till dagkirurgi inom kataraktkirurgin. Detta introducerades först på Karolinska sjukhuset 1985. Philipson introducerade också den moderna fakoemulsifieringsmetodiken, som gjorde det möjligt att extrahera ögats lins genom små snitt. Årligen utförs i Sverige cirka 90 000 ögonoperationer enligt de metoder, som Philipson introducerat.
Under 1980-talet var Philipson huvudkonsult till läkemedelsbolaget Pharmacia i Uppsala och bidrog då till lanseringen av den första viskoelastiska produkten. Denna och liknande produkter används nu i hela världen vid all kirurgi i ögats främre segment. Under denna tid samarbetade han också med utvecklingen av heparintäckta intraokulärlinser och bidrog även till utvecklingen av multifokala intraokulärlinser. Sverige var under denna tid ett Mecka för de ledande internationella ögonkirurgerna.
Philipson är bosatt i Stockholm och sedan 1960 gift med docent Agneta Philipson, född Josephson 1937. De har fyra barn.